# Amr ibn Hisham
Amr ibn Hisham (arabiska: عمرو إبن هشام), även känd som Abu Jahl (Ignoransens fader på arabiska) bland muslimer, var en av Qurayshs mest inflytelserika ledare och en motståndare till den islamiske profeten Muhammed. Muslimerna kallade honom för Abu Jahl på grund av hans ihärdiga och fientliga attacker mot islam och muslimer. Amr ibn Hisham dog som icke-muslim under Slaget vid Badr.